# Nucléaire, non merci (film)
Pour plus de détails, voir Fiche technique et Distribution.
Nucléaire, non merci (Wackersdorf) est un film  allemand réalisé par Oliver Haffner en 2018 avec Johannes Zeiler dans le rôle de l'administrateur du district de Schwandorf Hans Schuierer, qui lutte contre l'usine de retraitement de Wackersdorf . 

## Synopsis
Dans les années 80, le gouvernement bavarois décide de construire une usine de retraitement nucléaire (WAA) dans la commune de Wackersdorf dans le Haut-Palatinat. Cette usine permettra à l'arrondissement de Schwandorf, avec son taux de chômage en hausse, de connaître une reprise économique. L'administrateur du district du SPD , Hans Schuierer, subit des pressions politiques pour accepter le projet sans poser de questions. Initialement enthousiasmé par le projet qui apportera emplois et richesses à la région, il s'interroge peu à peu sur le nucléaire et son impact sur environnement. 
Ce n'est que lorsque le land de Bavière agit illégalement contre une initiative citoyenne, que Schuierer commence lentement à douter et  à enquêter sur la question de savoir si l'installation est vraiment aussi inoffensive que cela. 

## Fiche technique
- Titre original : Wackersdorf
- Titre français : Nucléaire, non merci
- Réalisation : Oliver Haffner (de)
- Scénario : Gernot Krää, Oliver Haffner
- Musique : Hochzeitskapelle
- Direction artistique : Kaspar Kaven
- Costumes : Christian Röhrs
- Montage : Anja Pohl
- Production : Ingo Fliess
- Pays d'origine :   Allemagne
- Langue originale : allemand
- Genre : comédie dramatique
- Durée : 122 minutes
- Dates de sorties : Allemagne : 20 septembre 2018

## Distribution
- Johannes Zeiler : Hans Schuierer
- Anna Maria Sturm : Monika Gegenfurtner
- Peter Jordan : Claus Bössenecker
- Fabian Hinrichs : Karlheinz Billinger
- Sigi Zimmerschied : Ministre de l'environnement
- Johannes Herrschmann : Josef Pirner
- Frederic Linkemann : Secrétaire d'État
- Monika Manz : Madame Luber
- Marlene Morreis : Madame Knapp
- August Zirner: Ministre de l'intérieur
- Thomas Limpinsel : Gegenfurtner
- Florian Brückner : Vollmann
- Katharina Hauter : La bibliothécaire
- Andreas Nickl : Eberwein
- Axel Röhrle : l'ingenieur
- Ines Honsel : Lilo Schuierer
- Veronika Wittmann : Karin Schuierer
- Timothy Battaglia: Max Schuierer
- Harry Täschner : Le pasteur Seybold
- Tobias John von Freyend : Bendix
- Andreas Bittl : Karl Gegenfurtner

## Production
Le film inclus des scènes d'archives montrant des affrontements entre les manifestants et la police.

## Distinctions
- 2018 : Festival du film de Munich - Prix du public Bavarois [1]
- 2019 : Prix de la critique de cinéma allemand 2018 - Nomination du meilleur acteur (Johannes Zeiler) [2]
- 2019 : Prix du cinéma bavarois 2018 - Prix spécial [3]
- 2019 : Prix du cinéma allemand 2019 - Prix dans la catégorie Meilleure musique de film [4],[5]
- 2019 : Prix culturel du district du Haut-Palatinat (Oliver Haffner)